# SDガンダムワールド 三国創傑伝
『SDガンダムワールド 三国創傑伝』（エスディーガンダムワールド さんごくそうけつでん、SD GUNDAM WORLD SANGOKU SOKETSUDEN 、中: SD高達世界 三國創傑傳、台湾：SD鋼彈世界 三國創傑傳）とは、2019年より展開されているSDガンダムシリーズ。

## 概要
サンライズの『機動戦士ガンダム40周年プロジェクト』の一環として始動。三国志演義をモチーフとしたSDシリーズは『BB戦士三国伝』が先例としてあるが、設定や登場する機体は一新されているほか、三国志演義を忠実に再現した『三国伝』とは大きく異なり、突如発生したウイルスにより壊滅的な被害を被った世界観やメモリやバイクといった近未来的な要素が組み込まれている。また、三国伝におけるキャラ達のモチーフはキュベレイ、サザビー、ドーベン・ウルフなど敵系MSが使われているが、本作は一部キャストのモチーフを最小限にとどめガンダム中心の配役がなされており、そのためか登場作品に機動戦士ガンダムUC、機動戦士ガンダムSEED、機動戦士ガンダム00、機動戦士ガンダム 鉄血のオルフェンズなど近年モチーフの作品が多く使われている。
企画当初から海外展開を視野に入れており、香港、台湾、韓国をはじめとした日本を除く世界14か国以上で漫画やアニメなどの商業展開が先行して行われる。日本では2021年より本格的な展開が行われ、同年4月から放送・配信の『SDガンダムワールド ヒーローズ』には本作の主要キャラクターが引き続き登場する。

## 登場人物
（）はベースとなったMS。声の項はアニメ版の声優。

### ショク・エリア
自警団ドラゴンズ・ウォッチが活躍している。シンボルカラーは緑。ベースキャラは主にUC、G、SEED、00、鉄血のオルフェンズなど主にTVシリーズ主人公クラスの機体がメイン。
劉備ユニコーンガンダム（ユニコーンガンダム）Liu Bei Unicorn Gundam
声 - 梶原岳人
装備 - 龍弾破刃（りゅうだんはじん）（銃（ガンモード）から剣、（ブレードモード）剣から銃へ、状況に合わせて瞬時に形態を切り替えられる銃剣）
必殺技 - 龍破斬（りゅうはざん）（銃撃と斬撃を組み合わせた必殺技。ガンモードで銃撃を放った直後に、ブレードモードで切り付け、銃撃と斬撃がほぼ同時に命中する）超絶龍破斬（ちょうぜつりゅうはざん）、蒼炎激龍破（そうえんげきりゅうは）（劉備、関羽、張飛の思いが一つになった時にのみ発動する超必殺技。青と赤、二つの炎が渦を巻いて龍弾破刃に収束、龍の一撃が全てを粉砕する）
メモリ - ドラゴンメモリ
自警団ドラゴンズ・ウォッチの一員。関羽と張飛の旅に同行する。
龍賢（リュウケン）劉備ユニコーンガンダム（フルアーマーユニコーンガンダム）Long Xian Liu Bei Unicorn Gundam
装備 - 龍弾破刃（強化前と同じだが、劉備の覚醒に呼応して刃先が緑に発光し、攻撃力は数倍に跳ね上がった）、万賢龍盾（ばんけんりゅうじゅん）（劉備の意思に反応して展開する多機能の盾。内側にはガトリング砲が装備されており、龍弾破刃と組み合わせて使用することも可能）
必殺技 - 翠燃激龍派（すいねんげきりゅうは）（龍弾破刃と万賢龍盾を組み合わせた形態から放たれる翠龍の咆哮。立ちはだかる全てを粉砕する）（アニメでは未使用）、超絶至極 蒼炎激龍破（ちょうぜつしごく そうえんげきりゅうは）
メモリ - ドラゴンメモリ
正義の心に呼応して発言した劉備の覚醒形態。全能力が飛躍的に向上するものの、自分の意思では発動することが出来ず、活動時間も極端に短い。
関羽νガンダム（νガンダム）Guan Yu ν Gundam
声 - 中川慶一
装備 - 青龍偃月刀（せいりゅうえんげつとう）（巨大な刀身と槍の持ち手を組み合わせた大刀。その大きさと特殊な形状から関羽でなければ使いこなすことはできない。感情に呼応して大きさが変化し、両手持ちと片手持ちに展開する）
必殺技 - 龍牙蒼月演舞（りゅうがそうげつえんぶ）（青龍偃月刀を巨大化させ縦横無尽に敵を薙ぎ払う奥義。絶大な威力を誇るが体力消耗が激しい）
ラクヨウから張飛と共に旅をしていた戦士で、諸葛亮を探している。ラクヨウの前領主に仕えていた。
商品展開では「関羽雲長νガンダム」名義となっている。
武聖関羽νガンダム（νガンダム）Wu Sheng Guan Yu ν Gundam
装備 - 青龍偃月刀・至極（せいりゅうえんげつとう・しごく）（大型化とともに、可変式となった青龍偃月刀。状況や技に応じて様々な形態に変化する）
必殺技 - 龍牙蒼月大演舞（りゅうがそうげつだいえんぶ）（最大形態に展開した青龍偃月刀・至極を両手で薙ぎ払う最終奥義。どんな巨大なものも一刀両断する）
武を極めた関羽が辿り着いた新たなる姿。戦闘では大型・高出力化された青龍偃月刀・至極を振りかざしてリーチの外から敵を薙ぎ払う。
張飛ゴッドガンダム（ゴッドガンダム）Zhang Fei God Gundam
声 - KENN
装備 - 蛇矛（だぼう）（長い柄と蛇のようにくねった刃を持つ矛。近距離・肉弾戦を得意としている張飛は投げて使用することが多い）
必殺技 - 爆熱炎翔拳（ばくねつえんしょうけん）（炎のごとく荒ぶるエネルギーを両手に纏い、全力で相手に打ち込む必殺の打撃）
ラクヨウから関羽と共に旅をしていた戦士で、諸葛亮を探している。ラクヨウの前領主に仕えていた。
炎皇（エンオウ）張飛ゴッドガンダム（ゴッドガンダム）Yan Huang Zhang Fei God Gundam
装備 - 皇炎甲（おうえんこう）（いかなる高温にも耐え得る超高硬度の手甲）
必殺技 - 爆熱炎皇拳（ばくねつえんおうけん）（全身から放出される高熱・高出力のエネルギーを拳に集中させて対象に叩き込む究極の打撃）
数多の戦いと鍛錬を経て張飛が辿り着いた新たなる姿。燃え盛る炎の如きエネルギーを全身に纏って戦う。
趙雲ダブルオーガンダム（ダブルオーガンダム）Zhao Yun 00 Gundam
声 - 池田恭祐
装備 - 閃光、瞬光（非常に鋭い切れ味を誇る2本の槍。槍の名手である趙雲が扱うことで光と見間違うほどの速さの槍術となる）
必殺技 - 龍爪閃（りゅうそうせん）（荒ぶる龍の爪の様に激しい斬撃の嵐。バイクに乗っている状態では威力・速さ共に倍増する）
メモリ - ウインドメモリ
バイク - 碧竜駆（へきりゅうく）（超高水準の加速力・運動性能を備えた愛車。その特異な色と、爆発的な加速力から碧竜の名で呼ばれる）
自警団ドラゴンズ・ウォッチの一員。第1話のバグとの戦闘で谷底に転落して戦死したかと思われていたが、テレポートで移動し爆弾を起動させバグを倒し、負傷しながらもジムの家族に匿われ助かっていた。最終話である第10話の曹操との戦いに駆けつけて劉備達を救援した。
馬超ガンダムバルバトス（ガンダムバルバトス）Ma Chao Gundam Barbatos
声 - 梶田大嗣
装備 - 大禍槌（おおまがつち）（槌型の武器）、龍脚爪（りゅうきゃくそう）（足に取り付ける爪状の武器）
メモリ - ホースメモリ
自警団ドラゴンズ・ウォッチの一員で最年少。自称ドラゴンズ・ウォッチの火の玉ボーイ。
黄忠ガンダムデュナメス（ガンダムデュナメス）Huang Zhong Gundam Dynames
声 - 古賀明
装備 - 龍眼（りゅうがん）、DW02、翠雲（すいうん）
必殺技 - 天龍一蹴（龍眼にDW02を組み合わせた狙撃形態から放たれる必中の一撃。天龍の目さながらの広範囲な射程を誇る）
メモリ - バレットメモリ
自警団ドラゴンズ・ウォッチのメカニック。メカ全般に精通し、バイクの整備・カスタムを一人で担っている。戦闘では狙撃・射撃術を得意とする。
ハロ（ハロ）Haro
メモリ - ドラゴンメモリ、ハロメモリ
劉備の親友。劉備に呼応して胸にエンブレムが輝く。劉備が物心つく頃には既にそばにいた。第7話のラクヨウの戦いで劉備を助けようとして呂布の攻撃を受け一度は機能を停止してしまうが、続く第8話で黄忠に修復されて復活した。
劉備が力を発揮する鍵になるなど謎が多い。
諸葛亮フリーダムガンダム（フリーダムガンダム）Zhuge Liang Freedom Gundam
声 - 内山昂輝
装備 - 宙天羅扇（ちゅうてんらせん）（あらゆる情報の集約・解析を可能とする特殊なデバイス。メモリを装填することで展開状態になり、より多彩な能力を発揮する）
必殺技 - 蒼明旋（そうめいせん）（展開状態の宙天羅扇から放つ、青く煌めく疾風。その流麗な様と相反する破壊力を持つ）
メモリ - ムーンメモリ
天才科学者。ショク最北端の研究所にいる。ガン消しが好き。星詠みもできる。デバイスは張角から渡された。
曹操との戦いの後に彼から譲渡された資金を活用して黄化トリニティの修正パッチを完成させてウイルスを撲滅した。
部隊兵（ジェスタ）
ショク・エリアに所属する一般兵。

### ギ・エリア
独占企業ブルーウイングコーポレーションが治める。シンボルカラーは青。ベースキャラはWEWやSEED C.E.73 STARGAZERなど主にOVAや動画配信された作品がモチーフの機体中心。
曹操ウイングガンダム（ウイングガンダムゼロEW）Cao Cao Wing Gundam
声 - 武内駿輔
装備 - 双羽剣（そうはけん）×2（曹操の操る二刀一対の双剣。組み合わせることで双双覇剣（そうそうはけん）になる。双剣時には速度、大剣時には威力に特化し、状況に応じて使い分ける）
必殺技 - 覇天鳳凰斬（はてんほうおうざん）（曹操が極めた剣撃の奥義。その威力はすさまじく、一振りから発生する剣撃と剣圧が鳳凰となって相手に襲い掛かる）
メモリ - フェニックスメモリ
ブルーウイングコーポレーションのCEO。劉備、孫堅達と共に董卓を倒すが、その直後司馬懿に操られて侵攻を開始するが、劉備との激闘の末に倒され自我を取り戻した。
戦いの後は諸葛亮に多額の資金を諸葛亮に譲渡すると、会社の運営を部下に任せて一人で旅に出た。
天覇（テンハ）曹操ウイングガンダム（ウイングガンダムゼロEW）Tian Ba cao Cao Wing Gundam
装備 - 天覇双翔剣（てんはそうしょうけん）（極限を超えて大型・高出力化した双双覇剣の新たなる形態。他の追随を許さない絶対的な攻撃力を誇る）
必殺技 - 天舞鳳凰大覇斬（てんぶほうおうだいはざん）（天を舞う鳳凰の如き極大な斬撃。その軌跡には塵一つ残らない）
メモリ - フェニックスメモリ
決戦に臨む曹操の覚悟を具現化した姿。本体に加え、大剣、デバイスも強化されている。
張郃アルトロンガンダム（アルトロンガンダムEW）Zhang He Altron Gundam
装備 - 両尾鋭槍（りょうびえいそう）、無尽双頭（むじんそうとう）×2
必殺技 - 双突牙撃（そうとつがげき）（無尽双頭の自在の軌道に、両尾鋭槍の攻撃力を上乗せした大技。近接武器の有効範囲を超越した、高速・高威力・高精度の攻撃）
メモリ - スピアメモリ
かつて典韋、徐晃、許褚と共にギ・エリア辺境を牛耳っていた元山賊。後に曹操の部下となり、彼に信頼されている。槍術に長け、鋭い切れ味を兼ね備えた両刃の槍と自在に展開する両肩の鎧を駆使して戦う。蒼翔記に登場したが、アニメではセリフ無しの登場にとどまっている。
夏侯惇トールギスIII（トールギスIII）Xiahou Dun Tallgeese III
声 - 内野孝聡
装備 - 導覇砲-豪-（どうはほう-ごう-）（ブルーウイングコーポレーションの技術によって極限まで高性能化された砲術兵器。戦況に応じて射程と出力を自在に調整することができる。夏侯淵の導覇砲-凄-に比べて威力重視に設定されている）、菱刃壁（りょうじんへき）（左肩に装備された盾。先端は刃として研ぎ澄まされており、導覇砲の先端に取り付けることで、槍である導覇刃として使用することができる）
必殺技 - 導覇豪斬（どうはごうだん）（導覇砲の出力を刃先に集中し、高密度のビーム刃で切り付ける防御不能の斬撃）、双導覇豪凄砲（そうどうはごうせいほう）（夏侯淵との連携技。一方の両肩に導覇砲を装備することで、共振を発生させ、威力を限界以上に増幅する。発動前後は装着者が完全に無防備になるため、もう一方がシールドを利用してサポートに回る必要がある）
メモリ - ウイングメモリ
曹操の従兄で、夏侯淵の兄。少年時代は素行が悪かったが曹操と親しくなった後は一緒になって自警団の真似事をしていた。
夏侯淵トールギス（トールギス）Xiahou Yuan Tallgeese
声 - 木内太郎
装備 - 導覇砲-凄-（どうはほう-せい-）（弟の夏侯惇と同様の武器だが、導覇砲-豪-と比べてより射程と正確性を求めた設定が行われている）、盤状壁（ばんじょうへき）（左肩に備えた盾。物理的な強度もさることながら、内部にもブルーウイングコーポレーションの技術が詰め込まれており、対エネルギー兵器としても非常に高い防御力を発揮する）
必殺技 - 双導覇豪凄砲（そうどうはごうせいほう）（夏侯惇との連携技）
メモリ - ウイングメモリ
夏侯惇の弟。兄同様に少年時代は曹操と自警団の真似事をしていた。
張遼サザビー（サザビー）Zhang Liao Sazabi
声 - 中村源太
装備 - 機略双鉞（きりゃくそうえつ）×2（張遼の多彩な戦闘スタイルに対応する近接用武器。刃には投擲用のナイフが備えられている）
必殺技 - 的刺必貫（てきしひっかん）（数多の戦歴を持つが到達した張遼の一撃必中の極致。対象の弱点を、最小の動作で貫く）
メモリ - ナイフメモリ
かつて呂布と共にコンビを組み、金次第でなんでも請け負う用心棒をしていたが、夏侯惇との戦いに敗れ、まっすぐに曹操の理想を信じる夏侯惇の生き様に感銘を受けて以来、曹操に忠誠を誓い部下となる（蒼翔記より）。戦闘に加え、経営・戦略面でも彼を支えている。かつては目を仮面で隠していたが、曹操の仲間になった後は外すことが多くなり、戦闘に入る際は隠すことが多くなった。
荀彧ストライクノワール（ストライクノワール）Xun Yu Strike Noir
装備 - 双夜燕（そうやえん）×2（両翼に備えられた銃剣。あらゆる攻撃、動作において音を発さない特殊な機能を有し、銃モードと剣モードに変形する）
必殺技 - 宵過翔燕（しょうかしょうえん）（死角から急接近し攻撃する、高速無音の抜刀術。状況次第では射撃も交えることが可能）
メモリ - サイトメモリ
蒼翔記に登場したインターン生。当初は新入り扱いされて相手にされなかったが、戦略を認められた事で重用されるようになる。その後、住人の暴動で死亡してしまう。
司馬懿デスティニーガンダム（デスティニーガンダム）Sima Yi Destiny Gundam
声 - 山内健嗣
装備 - 淵獄魔掌（えんごくましょう）（戦闘時にのみ着用する異形の巨腕。直接触れていない物も掴むことができるなど、様々な機能を有する）
必殺技 - 闇潰冥葬（あんがいめいそう）（遠距離から相手を捕縛し、空間ごと押し潰す回避不能の攻撃）、殲獄波動（せんごくはどう）（掌の中央から放たれる超高密度のエネルギー波）
メモリ - イクリプスメモリ
謎の多い人物。その出自について詳しく知る者はいないが、戦略家としても研究者としても類い稀なる才能を発揮する。アニメでは董卓の部下で怪しい術を使う。董卓が討たれた後に曹操を操り部下となる。張角の亡骸を利用して黄化トリニティを国中にばら撒こうとするが、劉備と諸葛亮にその計画を阻止されると捨て台詞を残して姿を消す。
典韋マスターガンダム（マスターガンダム）Dian Wei Master Gundam
装備 - 不断剛戦斧（ふだんごうせんぷ）（その柄には不釣り合いなほど大きな刃を備えた戦斧。怪力の持ち主でなければ扱うことはできない）
必殺技 - 剛烈断（ごうれつだん）（典偉の剛腕から生み出される渾身の重撃。問答無用で砕き、断ち、殲滅する）
メモリ - アックスメモリ
かつて張郃、徐晃、許褚と共にギ・エリア辺境を牛耳っていた元山賊。後に曹操の部下となる。蒼翔記に登場したが、アニメではセリフ無しの登場にとどまっている。
徐晃ガンダムデスサイズ（ガンダムデスサイズEW）Xu Huang Gundam Deathscythe-Hell
装備 - 連死双鎌（れんしそうれん）（二つの刃、二つの形態を持つ可変武器。切れ味もさることながら、その容姿により味方からも恐れられる。鎌形態と斧形態に変形できる）
必殺技 - 死蓮大界切（しれんだいかいせつ）（鎌形態での一振りから放たれる鋭利かつ巨大な二連の衝撃波。水平に伝播し、全てを両断する）
メモリ - バットメモリ
かつて張郃、典韋、許褚と共にギ・エリア辺境を牛耳っていた元山賊。後に曹操の部下となる。口数の少なさと独特な口調から勘違いをされやすいが、実は仲間思いである。蒼翔記に登場したが、アニメではセリフ無しの登場にとどまっている。
許褚ボルトガンダム（ボルトガンダム）Xu Chu Bolt Gundam
かつて張郃、典韋、徐晃と共にギ・エリア辺境を牛耳っていた元山賊。後に曹操の部下となる。蒼翔記に登場したが、アニメには登場しなかった。
玩具は展開が予定されていない。
部隊兵 （リーオー）
ギ・エリアに所属する一般兵。

### ゴ・エリア
流通ギルド・レッドタイガーの拠点。シンボルカラーは赤。モチーフは孫一族（唯一女性の孫尚香を除いて）はASTRAYシリーズを中心にクロスボーンガンダム、00Fなど書籍作品や外伝作品のキャラ中心となっている。
孫堅ガンダムアストレイ（ガンダムアストレイ ゴールドフレーム天ミナ）Sun Jian Gundam Astray
声 - 山口太郎
装備 - 立神（たてがみ）、骸ノ神器（むくろのじんぎ）（孫家に伝わる2種類の神器。立神にはデバイス機能が組み込まれており、骸ノ神器は使用者によって形態が異なるとの伝承がある）
必殺技 - 號虎怒流撃（ごうこどりゅうげき）（2種の神器を組み合わせて牙の相に変形。獲物に食らいつく猛虎のごとき挟撃が相手を襲う）
メモリ - タイガーメモリ
レッドタイガーの代表。豪快な性格で「空の王者」の異名を持つ。董卓打倒のため曹操と同盟を組む。劉備とは顔見知り。
孫策ガンダムアストレイ（ガンダムアストレイ ブルーフレーム）Sun Ce Gundam Astray
装備 - 蒼虎影【翼影】（そうこえい【よくえい】）、蒼虎影【牙影】（そうこえい【がえい】）、蒼虎影【大牙影】（そうこえい【だいがえい】）
必殺技 - 回転式機関銃-號虎大轟漣-（かいてんしききかんじゅう-ごうこだいごうれん-）（孫策の蒼虎影と太史慈の武器であるガトリング砲を組み合わせた形態。威力・射程に加え、時間当たりの発射数も飛躍的に向上する）
メモリ - キバメモリ
孫堅の長男で孫権の兄。特筆すべき戦闘センスを持つ。特に周瑜、太史慈と交友が深い。妹の孫尚香と同様に蒼翔記に登場したが、アニメには登場しなかった。
孫権ガンダムアストレイ（ガンダムアストレイ レッドフレーム）Sun Quan Gundam Astray
声 - 天﨑滉平
装備 - 一虎紋（いっこもん）、緋鉄（ひてつ）、燈火（ともしび）（三つの刀。孫堅の武器である骸ノ神器と合体させると弓状の武器になる）
メモリ - クローメモリ
孫堅の次男。普段は引っ込み思案だが、戦場に立つと好戦的な性格に豹変する。
孫尚香ストライクルージュ（ストライクルージュ）Sun Shangxiang Strike Rouge
装備 - 虎吼戦輪（こくうせんりん）×2（状況に応じてチャクラムと背部ユニットに可変する専用武装。機動力と射程を活かし、常に優位な間合いで立ち回ることが可能）
必殺技 - 號虎走軌（ごうこそうき）（超高速回転させたチャクラムによる二連撃）
メモリ - チャクラムメモリ
孫家の末っ子。活発な性格で、兄である孫策・孫権に引けを取らない運動能力を持つ。兄の孫策と同様に蒼翔記に登場したが、アニメには登場しなかった。
太史慈デュエルガンダム（デュエルガンダム）Taishi Ci Duel Gundam
声 - 大畑伸太郎
装備 - 轟連（ごうれん）（高い攻撃力を持つ反面、発射時の反動が大きく、扱いの難しい中距離兵器）、號砕棍（ごうさいこん）×2（高硬度の素材で作られた棍棒。その堅さと重量から繰り出される打撃は、あらゆる装甲を粉砕する）、ガトリング砲（轟連と2本の號砕棍とガトリングメモリと合わせてできる武器）
必殺技 - 怒漣弾（どれんだん）（號砕棍を絶えることなく打ち続ける連続打撃。発動中は地鳴りに似た轟音が鳴り響く）
メモリ - ガトリングメモリ
レッドタイガーの幹部。性格・戦闘スタイルともに堅実で、孫堅からの信頼も厚い。甘寧の叔父。
周瑜アカツキ（アカツキ）Zhou Yu Akatsuki
声 - 野島裕史
装備 - 百来（ひゃくらい）（本来は多彩な機能を備える万能銃だが、周瑜は好んで火炎放射を多用する）、不知火（しらぬい）（火炎を発する専用兵装。普段は背中に装備され、周瑜の機動力を支えている。盾としても使用でき、高い防御力を誇る）
メモリ - フレイムメモリ
レッドタイガーの参謀。優れた頭脳の持ち主で炎を自在に操る。
甘寧クロスボーンガンダム（クロスボーン・ガンダムX1）Gan Ning Crossbone Gundam
声 - 若林佑
装備 - 斬派明星（ざんばみょうじょう）（扱いやすさに特化した銃。炎を放出することも出来る）、紅炎（こうえん）（フロントスカートに備えた短剣。射出での攻撃の他、手持ちのダガーとしても使用可能）
必殺技 - 紅光明々（こうこうめいめい）（刹那の間に短剣・紅炎を放出する早業。捕縛などに使用することも可能で、凡庸性とスピードに優れる）
メモリ - ベルメモリ
レッドタイガーの幹部で、元は造船会社の社員。メカニックは得意。
大喬ガンダムアルテミー（ガンダムアルテミー）Da Qiao Gundam Artemie
声 - 清水彩香
装備 - 三色響元（さんしききょうげん）（楽器の形状をした特殊装備。刃と銃口が収納されており、近接戦時は斧、中距離戦時はガトリング砲として使用される）
必殺技 - 奏演共戯（そうえんきょうぎ）（小喬と二つの三色響元と共に繰り出す乱撃。互いにサポートし合うことで死角のない攻撃を織りなす）
メモリ - ゲンメモリ
小喬の姉。活発な妹である小喬に振り回されることが多い。普段は物静かで落ち着いている一方、レッドタイガーの男達に負けない気の強さを見せる一面もある。蒼翔記ではアニメと違い台詞がなく、妹である小喬と共に周瑜を抱えながら登場していた。
小喬GNアーチャー（GNアーチャー）Xiao Qiao GN Archer
声 - 井上ほの花
装備 - 三色響元（さんしききょうげん）（姉の大喬と同じ）
必殺技 - 奏演共戯（そうえんきょうぎ）（大喬と二つの三色響元と共に繰り出す）
メモリ - ゲンメモリ
大喬の妹。お転婆な性格で、姉である大喬や周りの男達を困らせることが多い。周瑜に絶大の信頼を寄せている。戦闘では姉とのコンビネーション攻撃で敵を翻弄する。蒼翔記ではアニメと違い台詞がなく、姉である大喬と共に周瑜を抱えながら登場していた。
部隊兵 （105ダガー）
ゴ・エリアに所属する一般兵。

### ラクヨウ
嘗ての巨大帝国の名残りを残す城塞都市。董卓による独裁で領民を苦しめている。ベース機体は主に各ガンダムシリーズのボスクラスやエース機体がメイン。そのためか、現時点董卓を除くキャラ（呂布や貂蝉）はガンダムタイプではない。
董卓プロヴィデンスガンダム（プロヴィデンスガンダム）Dong Zhuo Providence Gundam
声 - 石井康嗣
装備 - 焦熱刀（しょうねつとう）（溶岩の熱量を秘めた大太刀。斬るよりも焼き溶かす能力に近い）
必殺技 - 地獄斬（じごくざん）（灼熱の溶岩と化した焦熱刀で切り付ける董卓の必殺剣。その剣に触れたものは全て焼き溶けてしまう）
変形形態 - 凶竜形態（きょうりゅうけいたい）（いまだかつてその姿を見た者はいないという董卓の切り札ともいえる形態。自我を保てなくなるほど高熱のマグマが全身を駆け巡り、全ての物を焼き尽くす）
ラクヨウの現領主。人の命を何とも思わない残忍な性格。連合軍に追い詰められ逃亡しようとしたところを孫堅に倒される。蒼翔記ではアニメと違い、戦闘描写もなく、既に孫堅に倒されており、目がバツ印になって倒れていた。
呂布シナンジュ（シナンジュ）Lyu Bu Sinanju
声 - 間宮康弘
装備 - 大画戟（だいがげき）、方天戦斧（ほうてんせんぶ）、紫炎刀（しえんとう）×2（使用者のエネルギーを吸い取ることで驚異的な攻撃力と耐久性を発揮する危険な武器。より多くのエネルギーを送り込むことで、大型の武器に姿を変える）、紫炎頭尾（しえんとうび）（2つの紫炎刀が合体）、方天紫炎弓（ほうてんしえんきゅう）（2つの紫炎刀と大画戟が合体）、方天画戟（ほうてんがげき）（方天戦斧と大画戟が合体）
必殺技 - 滅我大絶壊（めつがだいぜっかい）
メモリ - トータスメモリ、赤兎馬メモリ
バイク - 赤兎馬（暴力的な出力を誇る名車。その高すぎる性能故、呂布ほどの実力者でもない限り乗りこなすことはできない）
用心棒。ラクヨウ謁見の間で曹操と劉備と戦い圧倒的な武力で両者を追い詰めていくが、力を覚醒させた劉備に深傷を負わされ、尚も斬りかかろうとするが、最後は曹操によって討たれる。
モノアイと思われたが劉備の一撃で顔の装甲が剥がれた際にガンダム目が表れている。
貂蝉クシャトリヤ（クシャトリヤ）Diao Chan Kshatriya
声 - 清水理沙
装備 - 妖扇華（ようせんか）（扇に似ている特殊な形状の短剣。その特異な刃から繰り出される斬撃は音を出さず、軌跡は花のように美しいといわれる）
必殺技 - 悦狂嵐舞（えっきょうらんぶ）（体に装備する4つのバインダーと妖扇華を駆使して放つ攻防一体の技。見た目こそ舞踊の様に美しいが、この技を見てその場に立っていられるものはいないという）
メモリ - スネークメモリ
呂布と行動を共にする美貌の傭兵。誰もが目を引く美貌と高い戦闘力を兼ね備える。ラクヨウの戦いで呂布を庇おうとするが、曹操を狙った攻撃に巻き込まれて致命傷を負わされ、呂布に役立てる事を喜びながら命を落とす。
部隊兵 （ジン）
ラクヨウに所属する一般兵。

### その他
袁紹レッドウォーリア（レッドウォーリア）Yuan Shao Red Warrior
蒼翔記に登場したノーズフォックスの御曹司。一人称「我輩」。は曹操とは幼馴染みの間柄だったがライバル視するようになり対立する。三国伝とは違い、弟の袁術は登場していない。
玩具は展開が予定されていない。
張角デビルガンダム（デビルガンダム/シャイニングガンダム）Zhang Jue Devil Gundam
声 - うえだゆうじ
ラクヨウ・データセンターで研究をしていた諸葛亮の師。曹操とも面識がある。
トリニティ代替エネルギーの研究を続ける中で効率化を求める余りに禁忌の研究に手を出した結果、黄化トリニティを生み出してしまう。諸葛亮がラクヨウで再会した時には異形の姿へと変わり果てていた。最後は諸葛亮に償いとして自らに火をつけて葬るように懇願し炎に包まれて命を落とす。
玩具は展開が予定されていない。

## 用語
トリニティバイク Trinity Bike
汎用バイク。勢力ごとにイメージカラーがある。サイドカータイプもある。
メモリ&デバイス
メモリは能力や情報を宿す記憶媒体で、デバイスと組み合わせることでメモリの情報を再生する。
黄化ウィルス(黄化トリニティ) / バグ（JDG-009X デスアーミー）
声 - 若林佑（ビッグバグ）
数年前から蔓延し始めた謎のウィルス。感染者「バグ」は自我を失い人々を襲い、襲われたモノもバグとなる。
トリニティ
日常生活に必須のエネルギーだが枯渇の危機にある。

## Webアニメ
海外では2019年7月26日より公式サイトで配信。日本では2021年2月25日から放送開始。ナレーションは張角デビルガンダムを担当したうえだゆうじ。

### スタッフ
- 企画・製作 - サンライズ[6]
- 監督 - 池添隆博[6]
- 原作 - 矢立肇、富野由悠季[6]
- シリーズ構成 - 待田堂子[6]
- SDデザイン - 宮内利尚[6][6]
- デザインワークス - 寺島慎也、今石進、阿部慎吾、牟田口裕基、宮本崇
- CG監督 - 佐々木涼[6]
- 美術監督 - 金子雄司[6]
- 色彩設計 - 安部なぎさ[6]
- 音響監督 - 藤野貞義[6]
- 音響効果 - 鷲尾健太郎[6]
- 編集 - 坂本久美子[6]
- 音楽 - 大隈知宇[6]
- 音楽プロデューサー - 山田智子
- 企画協力 - BANDAI SPIRITS ホビー事業部
- エグゼクティブプロデューサー - 小形尚弘
- チーフプロデューサー - 谷口理
- プロデューサー - 井上喜一郎

### 主題歌
オープニングテーマにはクレジットの下に英語が表記されているが、エンディングテーマには表記されていない。 
オープニングテーマ「Removes」
アーティスト・編曲：SWANKY DANK、作詞・作曲：KOJI、編曲：鈴木daichi秀行
エンディングテーマ「トライアライブ」
アーティスト・作曲：霧雨アンダーテイカー、作詞：ジョシュア・K・キリサメ
第7話では挿入歌として使用された。
第10話エンディングテーマ「REW」
アーティスト：霧雨アンダーテイカー、作詞・作曲・編曲：ジョシュア・K・キリサメ、作曲・編曲：Hiroyuki Fujino

### 各話リスト
| 話数                 | サブタイトル 英題 / 中文題 / 台湾題                              | 脚本     | 絵コンテ 演出 | 配信日 （国外） | 配信日 （日本） |
| -------------------- | ---------------------------------------------------------------- | -------- | ------------- | --------------- | --------------- |
| Episode 1（第1話）   | 龍の矜持 Dragon's Watch / 龍的尊嚴 / 龍志雲天                    | 待田堂子 | 池添隆博      | 2019年 7月26日  | 2021年 2月25日  |
| Episode 2（第2話）   | 星を読む者 Feel A Future / 能觀天象之人 / 能觀天象之人           | 待田堂子 | 久米和貴子    | 8月23日         | 2021年 2月25日  |
| Episode 3（第3話）   | 青き炎の翼 Blue Wing / 蒼炎之翼 / 蒼藍火炎之翼                   | 山中拓也 | 池添隆博      | 9月27日         | 3月4日          |
| Episode 4（第4話）   | 天翔る赤い虎 Red Tiger / 翱翔天際的赤虎 / 翱翔天際的赤虎         | 待田堂子 | 久米和貴子    | 10月25日        | 3月4日          |
| Episode 5（第5話）   | 結成！三国連合！ Three Spirits / 結成三國同盟！ / 成立三國聯合！ | 山中拓也 | 久米和貴子    | 11月22日        | 3月11日         |
| Episode 6（第6話）   | 紅蓮の咆哮 Magma Power / 紅蓮的咆哮 / 紅蓮的咆哮                 | 山中拓也 | 久米和貴子    | 12月27日        | 3月11日         |
| Episode 7（第7話）   | 悪魔の真実 Yellow Pandemic / 惡魔的真相 / 惡魔的真相             | 山中拓也 | 池添隆博      | 2020年 1月24日  | 3月18日         |
| Episode 8（第8話）   | 大地を虫食む闇 BUG Eclipse / 侵蝕大地的黑暗 / 侵蝕大地的黑暗     | 待田堂子 | 久米和貴子    | 2021年 3月18日  | 3月18日         |
| Episode 9（第9話）   | 正義のバランス LIBRA / 正義的平衡 / 正義的平衡                   | 待田堂子 | 池添隆博      | 3月25日         | 3月25日         |
| Episode 10（第10話） | 新たなる始まり Try Alive / 新的開始 / 新的開始                   | 待田堂子 | 池添隆博      | 3月25日         | 3月25日         |

### 放送局
| 放送期間                | 放送時間         | 放送局   | 対象地域 | 備考        |
| ----------------------- | ---------------- | -------- | -------- | ----------- |
| 2021年2月26日 - 3月25日 | 金曜 19:00-19:30 | BS11     | 日本全域 | 2話連続放送 |
| 2021年3月2日 -          | 火曜 22:29-23:00 | TOKYO MX | 東京都   | 2話連続放送 |

| 配信開始日    | 配信時間 | 配信サイト                | 備考 |
| ------------- | -------- | ------------------------- | ---- |
| 2021年2月25日 | 木曜     | YouTubeガンダムチャンネル |      |

## 漫画

### 蒼翔記
SDガンダムワールド 三国創傑伝 蒼翔記（そうしょうき）
2019年4月より香港・拓植社発刊の月刊誌『LUCKY』で連載。原作 矢立肇・富野由悠季、漫画 陸毛石、構成 山中拓也。曹操を主人公とした物語。
YouTubeおよびYoukuではコミックムービーが配信。日本語訳版は公式サイトで2020年12月22日から2021年3月16日まで、全12話配信。
第9話から第12話までアニメ第5話から第8話と同じストーリーで進行しているが、変更や追加・省略されている部分が多い。

### 焔虎譚
SDガンダムワールド 三国創傑伝 焔虎譚（えんこたん）
2019年4月より公式サイトで連載。原作 矢立肇・富野由悠季、漫画 津島直人。孫堅を主人公とした物語。日本語訳版は公式サイトで2020年12月22日から2021年3月16日まで、全12話配信。

### スペシャルコミック
三国創傑伝スペシャルコミック
趙雲ダブルオーガンダム以降のガンプラ説明書に掲載のコミックワールド。原作 矢立肇・富野由悠季、漫画 PLEX・下田竜彦。

## ガンプラ
日本では当初ガンダムベース東京およびガンダムベース福岡の2店舗のみの限定販売。2021年より一般販売開始。
2019年3月30日限定発売 / 2021年1月16日一般販売
- 劉備ユニコーンガンダム
- 関羽雲長νガンダム
- 張飛ゴッドガンダム

2019年4月27日限定発売 / 2021年1月23日一般販売
- 曹操ウイングガンダム
- 孫堅ガンダムアストレイ
- 董卓プロヴィデンスガンダム

2019年5月31日限定発売 / 2021年2月13日一般販売
- 趙雲ダブルオーガンダム&碧竜駆
- 呂布シナンジュ&赤兎馬
- 貂蝉クシャトリヤ

2019年6月29日限定発売 / 2021年3月20日一般販売
- 馬超ガンダムバルバトス
- 孫権ガンダムアストレイ

2019年6月29日限定発売 / 2021年1月16日一般販売
- トリニティバイク

2019年7月27日限定発売 / 2021年3月20日一般販売
- 黄忠ガンダムデュナメス
- 張郃アルトロンガンダム
- 夏侯惇トールギスIII
- ハロプラ SD 三国創傑伝 ハロ

2019年8月31日限定発売 / 2021年3月27日般販売
- 夏侯淵トールギス
- 孫策ガンダムアストレイ
- 太史慈デュエルガンダム

2019年9月27日限定発売 / 2021年2月13日一般販売
- 諸葛亮フリーダムガンダム
- 張遼サザビー

2019年9月27日限定発売 / 2021年2月20日一般販売
- 孫尚香ストライクルージュ

2019年10月26日限定発売 / 2021年2月20日一般販売
- 周瑜アカツキ

2019年10月26日限定発売 / 2021年2月27日一般販売
- 司馬懿デスティニーガンダム
- 荀彧ストライクノワール

2019年11月23日限定発売 / 2021年4月17日一般販売
- 典韋マスターガンダム
- 徐晃ガンダムデスサイズ

2019年11月23日限定発売 / 2021年1月16日一般販売
- BUG&部隊兵セット

2019年12月28日限定発売 / 2021年4月17日一般販売
- 天覇曹操ウイングガンダム
- 甘寧クロスボーンガンダム

2019年12月28日限定発売 / 2021年4月24日一般販売
- 大喬ガンダムアルテミー/小喬GNアーチャー

2020年2月26日限定発売 / 2021年4月24日一般販売
- 龍賢劉備ユニコーンガンダム
- 炎皇張飛ゴッドガンダム

2020年5月23日限定発売 / 2021年4月24日一般販売
- 武聖関羽雲長νガンダム